# Lincoln L-Series
Lincoln L-Series — первая модель американской автомобилестроительной компании Lincoln, полноразмерный седан. Она производилась в Детройте, Мичиган и была представлена в 1917 году.

## До Форда
Генри Лиланд создал компанию Lincoln после того, как покинул пост президента Cadillac. После Первой мировой войны, в ходе которой компания делала авиационные двигатели. Когда модель наконец вышла, шли тяжёлые времена послевоенной депрессии. Дизайн был разработан зятем Лиланда, однако он получился довольно старомодным.

## После покупки Фордом
В связи с финансовыми проблемами, Лиланд продал компанию Генри Форду в 1922 году за 8000000$.  Спустя несколько месяцев, когда Лиланд и его сын покинули компанию, а Эдсел Форд - сын Генри Форда, создал новый кузов для L-серии. Под покровительством Ford L-серия прослыла надёжным автомобилем. В первый год были добавлены гидравлические амортизаторы.

## 1924-1926
В 1924 году L-серия получила новый внешний вид с такими предметами роскоши, как никелированная поверхность решетки радиатора. В 1925 его можно было распознать отсутствием фар на капоте. Передний и задний бамперы стали стандартными. Самый маленький L-серии был 2-дверный, 2-х пассажирских родстер. В 1926 году изменений не было, за исключением некоторых внутренних изменений.

## 1927-1930
В 1927 году колеса L-серии стали меньше. Кроме того, механические тормоза на все колёса стали стандартом. Более мощный двигатель (хотя и без увеличения л. с.) появился в 1928 году. 1929 год принес стекла и двойные стеклоочистители. 1930 год был последним годом для L-серии.
Модель Lincoln L-series перестала выпускаться в 1930 году, когда ей на смену пришла новая, не менее успешная серия автомобилей – Lincoln K-series.

## В культуре
В 1986 году в комедии «The Money Pit» около дома стоял 4-дверный спорт-фаэтон 1929-30 годов.
- Lincoln L-series 1924 г.
- Lincoln L-series 1929 г.
- Lincoln L-series 1927—1928 гг.